# Бартън (окръг, Мисури)
Окръг Бартън (на английски: Barton County) е окръг в щата Мисури, Съединени американски щати. Площта му е 1546 km², а населението - 12 541 души (2000). Административен център е град Ламар.